# 아바시리시
아바시리시(일본어: 網走市)는 일본 홋카이도 동부에 있는 시이며, 오호츠크 종합진흥국의 소재지이다.
이름은 아이누어의 ‘아파시리’(ア・パ・シリ, 우리가 찾은 땅) 또는 ‘아바시리’(アパ・シリ, 들어가는 땅)에서 유래했다.

## 지리
오호츠크 종합진흥국 관내 동부에 있고 기타미시에서 동쪽으로 약 50km 떨어진 위치에 있다. 오호츠크해와 접한다. 높은 산은 없고 구릉지가 많다. 시가지는 아바시리강 하구 부근과 그 남쪽으로 계속되는 해안 단구상의 평지에 퍼져 있다. 북서부에 노토로호, 중부에 아바시리호, 동부에 도후쓰호가 있고, 각각 아바시리 국립공원의 일부이다.

### 기후
연중 맑은 날이 많고 연 강수량·강설량은 적다. 바다와 접하기 때문에 일교차도 적고, 홋카이도 동부에서는 온난한 기후이다.
| 아바시리시의 기후                                            | 아바시리시의 기후 | 아바시리시의 기후 | 아바시리시의 기후 | 아바시리시의 기후 | 아바시리시의 기후 | 아바시리시의 기후 | 아바시리시의 기후 | 아바시리시의 기후 | 아바시리시의 기후 | 아바시리시의 기후 | 아바시리시의 기후 | 아바시리시의 기후 | 아바시리시의 기후 |
| 월                                                           | 1월               | 2월               | 3월               | 4월               | 5월               | 6월               | 7월               | 8월               | 9월               | 10월              | 11월              | 12월              | 연간              |
| ------------------------------------------------------------ | ----------------- | ----------------- | ----------------- | ----------------- | ----------------- | ----------------- | ----------------- | ----------------- | ----------------- | ----------------- | ----------------- | ----------------- | ----------------- |
| 역대 최고 기온 °C (°F)                                       | 11.8 (53.2)       | 11.1 (52.0)       | 19.7 (67.5)       | 31.9 (89.4)       | 35.4 (95.7)       | 34.0 (93.2)       | 37.0 (98.6)       | 37.6 (99.7)       | 32.2 (90.0)       | 30.4 (86.7)       | 21.7 (71.1)       | 17.6 (63.7)       | 37.6 (99.7)       |
| 일평균 최고 기온 °C (°F)                                     | −2.2 (28.0)       | −2.0 (28.4)       | 2.3 (36.1)        | 9.1 (48.4)        | 14.6 (58.3)       | 17.7 (63.9)       | 21.4 (70.5)       | 23.3 (73.9)       | 20.7 (69.3)       | 15.0 (59.0)       | 7.6 (45.7)        | 0.7 (33.3)        | 10.7 (51.3)       |
| 일일 평균 기온 °C (°F)                                       | −5.1 (22.8)       | −5.4 (22.3)       | −1.3 (29.7)       | 4.5 (40.1)        | 9.8 (49.6)        | 13.5 (56.3)       | 17.6 (63.7)       | 19.6 (67.3)       | 16.8 (62.2)       | 10.9 (51.6)       | 4.0 (39.2)        | −2.4 (27.7)       | 6.9 (44.4)        |
| 일평균 최저 기온 °C (°F)                                     | −8.9 (16.0)       | −9.6 (14.7)       | −4.9 (23.2)       | 0.6 (33.1)        | 5.8 (42.4)        | 10.2 (50.4)       | 14.6 (58.3)       | 16.6 (61.9)       | 13.4 (56.1)       | 7.0 (44.6)        | 0.4 (32.7)        | −6.0 (21.2)       | 3.3 (37.9)        |
| 역대 최저 기온 °C (°F)                                       | −29.2 (−20.6)     | −25.7 (−14.3)     | −23.2 (−9.8)      | −12.4 (9.7)       | −5.4 (22.3)       | 0.1 (32.2)        | 2.8 (37.0)        | 4.1 (39.4)        | 3.3 (37.9)        | −4.6 (23.7)       | −11.3 (11.7)      | −18.0 (−0.4)      | −29.2 (−20.6)     |
| 평균 강수량 mm (인치)                                        | 53.8 (2.12)       | 41.9 (1.65)       | 39.3 (1.55)       | 51.2 (2.02)       | 64.1 (2.52)       | 68.1 (2.68)       | 85.8 (3.38)       | 115.3 (4.54)      | 115.0 (4.53)      | 88.2 (3.47)       | 58.1 (2.29)       | 63.6 (2.50)       | 844.2 (33.24)     |
| 평균 강설량 cm (인치)                                        | 90 (35)           | 69 (27)           | 52 (20)           | 15 (5.9)          | 1 (0.4)           | 0 (0)             | 0 (0)             | 0 (0)             | 0 (0)             | 0 (0)             | 13 (5.1)          | 71 (28)           | 312 (123)         |
| 평균 강수일수 (≥ 0.5 mm)                                     | 17.8              | 14.0              | 12.2              | 11.6              | 12.0              | 11.0              | 11.0              | 12.1              | 12.7              | 12.2              | 13.4              | 15.1              | 155.0             |
| 평균 강설일수                                                | 27.0              | 23.5              | 22.2              | 15.2              | 4.1               | 0.0               | 0.0               | 0.0               | 0.0               | 1.9               | 14.5              | 24.1              | 132.1             |
| 평균 상대 습도 (%)                                           | 72                | 73                | 70                | 68                | 73                | 80                | 82                | 81                | 76                | 71                | 68                | 69                | 74                |
| 평균 월간 일조시간                                           | 111.5             | 137.9             | 172.4             | 178.6             | 187.1             | 172.2             | 167.6             | 163.9             | 162.9             | 157.4             | 121.2             | 117.4             | 1,850             |
| 출처: 일본 기상청 (평년값: 1991년~2020년, 극값: 1889년~현재) |                   |                   |                   |                   |                   |                   |                   |                   |                   |                   |                   |                   |                   |

## 민족
아바시리에는 다양한 홋카이도의 소수민족들이 산다. 아바시리에 살고 있는 소수민족으로는 아이누족, 윌타족(오로크족), 니브흐족(길랴크족), 캄차달족, 오로치족이 있다.

## 역사
- 1872년 - 기타미국 아바시리군과 아바시리촌이 설치되었다.
- 1902년 - 아바시리군 아바시리촌, 기타미정, 이사니촌, 니쿠리바케촌을 합병해 아바시리군 아바시리정이 되었다.
- 1947년 - 시로 승격해 아바시리시가 되었다.

## 교통

### 철도
- 홋카이도 여객철도
  - 세키호쿠 본선
  - 센모 본선

### 도로
- 국도 39호선
- 국도 238호선
- 국도 244호선
- 국도 334호선